# Wilhelm Lawicz-Liszka
Wilhelm Andrzej Lawicz vel Liszka (ur. 9 listopada 1893 w Krakowie, zm. 16 lutego 1968 w Londynie) – oficer piechoty Legionów Polskich i Armii Polskiej we Francji, pułkownik dyplomowany piechoty Wojska Polskiego i Polskich Sił Zbrojnych, uczestnik walk o niepodległość Polski w I i II wojnie światowej oraz wojnie z bolszewikami, w 1966 roku mianowany generałem brygady przez prezydenta RP na uchodźstwie.

## Życiorys
W latach 1905–1912 był uczniem Gimnazjum świętej Anny w Krakowie. Uczęszczał do jednej klasy z Antonim Staichem. Po złożeniu matury rozpoczął studia na Wydziale Prawa Uniwersytetu Jagiellońskiego. W trakcie studiów działał w Polskich Drużynach Strzeleckich.
W czasie I wojny światowej, od sierpnia 1914 do lutego 1918, pełnił służbę w Legionach Polskich i Polskim Korpusie Posiłkowym. Był oficerem 2 pułku piechoty, w którym dowodził plutonem (do 17 kwietnia 1915) i kompanią oraz komendantem pułkowej szkoły podoficerskiej. Do maja 1918 dowodził batalionem w II Korpusie Polskim w Rosji, a następnie do sierpnia tego roku, w konspiracji, prowadził akcję agitacyjno-werbunkową na Ukrainie. Później do grudnia 1918 dowodził kompanią i szkołą oficerską w 4 Dywizji Strzelców Polskich na Kubaniu. W grudniu 1918 przybył do Polski w składzie misji wojskowej gen. Żeligowskiego do Naczelnika Państwa.
W lutym 1919 objął dowództwo batalionu w 2 pułku strzelców pieszych, który 1 września 1919, po zjednoczeniu Armii Polskiej we Francji z Wojskiem Polskim przemianowany został na 44 pułk Strzelców Kresowych. 14 marca 1919 został przyjęty z dniem 1 stycznia 1919 do Wojska Polskiego z byłych Legionów Polskich w stopniu majora i „odkomenderowany do wojsk gen. Hallera”. W grudniu 1920 został dowódcą tego oddziału. Pełnił także obowiązki dowódcy XXV Brygady Piechoty.

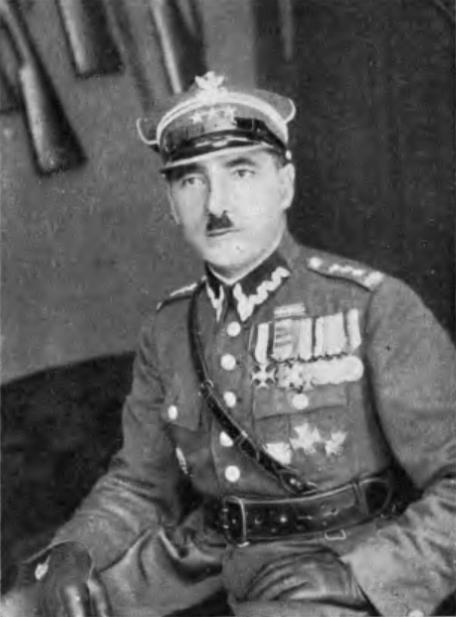
płk Wilhelm Lawicz (przed 1932)

W latach 1921–1922 był słuchaczem Kursu Doszkolenia Wyższej Szkoły Wojennej w Warszawie. W październiku 1922, po ukończeniu kursu i uzyskaniu dyplomu naukowego oficera Sztabu Generalnego, przydzielony został do Dowództwa 16 Dywizji Piechoty w Grudziądzu na stanowisko szefa sztabu. W okresie od stycznia do września 1924 był zastępcą szefa Sztabu Okręgu Korpusu Nr V w Krakowie i Okręgu Korpusu Nr VII w Poznaniu. We wrześniu 1924 przeniesiony został do Oddziału IV Sztabu Generalnego w Warszawie. W marcu 1927 objął dowództwo 52 Pułku Piechoty Strzelców Kresowych w Złoczowie. 1 stycznia 1930 zastąpił Juliana Katolińskiego na stanowisku szefa Samodzielnego Wydziału Wojskowego w Ministerstwie Komunikacji. W grudniu 1930 został dowódcą piechoty dywizyjnej 25 Dywizji Piechoty w Kaliszu. Po czterech latach, w listopadzie 1934 przeniesiony został na stanowisko pomocnika dowódcy Okręgu Korpusu Nr X w Przemyślu. W maju 1936 został wybrany wiceprezesem zarządu Okręgowego Towarzystwa Przyjaciół Związku Strzeleckiego w Przemyślu. 2 kwietnia 1938 został mianowany dowódcą 20 Dywizji Piechoty w Baranowiczach. W trzeciej dekadzie marca 1939 dowodzona przez niego dywizja została zmobilizowana i przetransportowana do rejonu operacyjnego Armii „Modlin”. Dywizją dowodził w kampanii wrześniowej 1939 między innymi w dniach 1–4 września w bitwie pod Mławą, a następnie w obronie Warszawy. 29 września 1939 gen. dyw. Juliusz Rómmel „w uznaniu zasług, za męstwo wykazane nadał” mu Krzyż Złoty Orderu Wojennego Virtuti Militari, a w rozkazie pożegnalnym dla 20 DP stwierdził między innymi „czyny tej kresowej dywizji przejdą do historii jako wzór spełnienia swego obowiązku”.
Został osadnikiem wojskowym w kolonii Szubków (osada Hallerowo, gmina Tuczyn).
Od października 1939 do kwietnia 1945 przebywał w niemieckiej niewoli. Był jeńcem Oflagu VII A Murnau. Po uwolnieniu z niewoli przyjęty został do 2 Korpusu Polskiego we Włoszech i przydzielony do 7 Dywizji Piechoty. Po przeniesieniu korpusu do Anglii i demobilizacji zamieszkał w Londynie.
Prezydent RP August Zaleski mianował go generałem brygady ze starszeństwem z dniem 11 listopada 1966 roku w korpusie generałów.
Zmarł 16 lutego 1968 w Londynie. Po śmierci zwłoki spopielono. Prochy w czerwcu 1968 zostały przewiezione do Polski i pochowane na Cmentarzu Wojskowym na Powązkach w Warszawie (kwatera B II 24-6-10).

## Awanse
- chorąży piechoty – 24 grudnia 1914
- podporucznik – 26 maja 1915
- porucznik piechoty – 1 kwietnia 1916
- kapitan piechoty – wrzesień 1917
- major – 1 lipca 1918
- podpułkownik – zweryfikowany 3 maja 1922 ze starszeństwem z dniem 1 czerwca 1919 w korpusie oficerów piechoty
- pułkownik – 1 stycznia 1929 ze starszeństwem z dniem 1 stycznia 1929 i 1. lokatą w korpusie oficerów piechoty
- generał brygady – ze starszeństwem z dniem 11 listopada 1966

## Ordery i odznaczenia
- Krzyż Złoty Orderu Wojennego Virtuti Militari nr 8[10]
- Krzyż Srebrny Orderu Wojskowego Virtuti Militari nr 3242 (13 kwietnia 1921)[11][12][13]
- Krzyż Niepodległości (12 maja 1931)[11][14]
- Krzyż Oficerski Orderu Odrodzenia Polski (10 listopada 1933)[15]
- Krzyż Walecznych (czterokrotnie: po raz 1 i 2 w 1921)[11][16]
- Złoty Krzyż Zasługi (10 listopada 1928)[17][11]
- Medal Pamiątkowy za Wojnę 1918–1921[11]
- Medal Dziesięciolecia Odzyskanej Niepodległości[11]
- Odznaka za Rany i Kontuzje
- Medal Pamiątkowy Wielkiej Wojny (Francja)[11]
- Medal Zwycięstwa (Médaille Interalliée)[11]

## Upamiętnienie
1 września 1985 wprowadzono do obiegu znaczek o nominale 10 zł prezentujący portret płk dypl. Andrzeja Liszki-Lawicza i obronę Mławy.